# Guinelaye (Garre)
Guinelaye Garre (ou Guinglaye Garre, Guingley Garre) est une localité du Cameroun située dans l'arrondissement de Bogo, le département du Diamaré et la région de l’Extrême-Nord. Elle fait partie du lawanat de Guinelaye.

## Population
En 1975, la localité comptait 1 047 habitants, dont 786 Peuls et 261 Mousgoum.
Lors du recensement de 2005, on y a dénombré 2 233 personnes, dont 1 098 hommes et 1 135 femmes.